# Candy Crowley
Candy Crowley, née le 26 décembre 1948 à Kalamazoo (Michigan) est une journaliste et présentatrice télévisée américaine. Travaillant chez CNN, elle est spécialisée dans la couverture des électoriales sénatoriales, gouvernoriales et présidentielles du pays.

## Biographie
Le 13 août 2012, la Commission sur les débats présidentiels sélectionne Candy Crowley pour présenter et superviser le second débat entre Barack Obama et Mitt Romney dans le cadre de l’élection présidentielle américaine de 2012. Elle est la première femme à le faire depuis Carole Simpson, en 1992. Ce débat a lieu le 16 octobre à l’université Hofstra, dans l’État de New York.